# 阿梅莉·古莱-纳东
阿梅莉·古莱-纳东（法語：Amélie Goulet-Nadon，1983年1月24日—），加拿大女子短道速滑运动员。她曾代表加拿大参加2002年冬季奥林匹克运动会短道速滑比赛，获得一枚铜牌。